# 忠清北道消防本部
忠清北道消防本部（チュンチョンブクドしょうぼうほんぶ）は、大韓民国忠清北道を管轄区域とする消防本部である。住所は忠清北道清州市興徳区工団路84（福台洞）。

## 沿革
- 1992年4月10日 - 忠清北道消防本部設置。
- 2005年6月9日 - 消防航空隊を新設（のちに消防航空救助隊に改称）。

## 本部組織
- 消防本部長（消防准監）
  - 消防行政課（課長は地方消防正）
  - 防護救助課（課長は地方消防正）
    - 消防航空救助隊

## 消防署
忠清北道消防本部には10消防署（清州市は2箇所、それ以外の市と郡に1箇所ずつ）のもと、36の119安全センターと13救助隊がある。

### 組織
- 署長（地方消防正）
  - 消防行政課（課長は地方消防領）
  - 防護救助課（課長は地方消防領）
  - 現場対応団（団長は地方消防領）
  - 119安全センター（センター長は地方消防警または地方消防尉）
  - 救助隊（隊長は地方消防警または地方消防尉）

### 消防署一覧
各消防署及び所属119安全センター、救助隊の名称は以下の通り。
| 消防署         | 119安全センター                    | 救助隊           |
| -------------- | ---------------------------------- | ---------------- |
| 清州東部消防署 | 中央、栗陽、北門、文義、内秀、梧倉 | 東部             |
| 清州西部消防署 | 中央、福台、南部、社稷、五松、南二 | 西部             |
| 忠州消防署     | 中央、南部、水安堡、周徳、仰城     | 忠州、忠州湖水難 |
| 堤川消防署     | 中央、花山、鳳陽                   | 堤川             |
| 永同消防署     | 中央、黄澗                         | 永同             |
| 沃川消防署     | 中央、青山                         | 沃川             |
| 曽坪消防署     | 中央                               | 曽坪             |
| 鎮川消防署     | 中央、徳山、広恵院                 | 鎮川             |
| 陰城消防署     | 中央、陰城、大所、甘谷             | 陰城             |
| 槐山消防署     | 槐山、青川                         | 槐山             |
| 報恩消防署     | 中央、俗離山、九屏山               | 報恩             |
| 丹陽消防署     | 丹陽、梅浦                         | 丹陽             |